# Kaspar Unternährer

Martin Disteli: Der Tod der Tellen

Kaspar Unternährer (* 2. Januar 1621 in Schüpfheim; † 8. Oktober 1653 ebenda) war ein Schweizer Bauernführer und gehörte zu den Drei Tellen, die als Symbolgestalten der Aufständischen im Bauernkrieg von 1653 die drei ersten Eidgenossen (Walter Fürst, Arnold von Melchtal und Werner Stauffacher) personifizierten und diese mit der Figur des Freiheitshelden Wilhelm Tell verschmolzen.
Neben Hans Emmenegger, Christian Schybi und Niklaus Leuenberger (Bern) gehört Kaspar Unternährer zu jenen, deren Namen im Zusammenhang mit dem Schweizer Bauernkrieg von 1653 oft genannt werden. Nach dem Dreissigjährigen Krieg waren viele Bauernbetriebe verschuldet, und als die Stadt und Republik Luzern, das wie alle andern Städteorte die politische und wirtschaftliche Macht besass, eine Münzabwertung beschloss, protestierten die Bauern. Kaspar Unternährer, Hans Zemp und Ueli Dahinden riefen die Tellenbewegung ins Leben. Unternährer wollte am 26. Januar 1653 als Führer dieses Bundes an der Volksversammlung in Heiligkreuz und danach beim Treffen des Wolhuser Bundes die Herstellung der "alten Rechte" einfordern.  
Nach einem Zwischenfall wurde er von den Urner Truppen unter Oberst Sebastian Zwyer von Evibach verfolgt und floh mit Dahinden in die Entlebucher Alpen, während sich Zemp ins Elsass absetzte. Inzwischen entwickelte sich der Bauernaufstand zum Schweizer Bauernkrieg, der im Juni 1653 mit der Niederlage der Bauern endete. Unternährer überlebte und verübte mit Ueli Dahinden und Hans Stadelmann am 28. September 1653 ein Attentat auf den neuen Landvogt. Dabei erschossen sie aus dem Hinterhalt den Zeugherrn Kaspar Studer und verletzten den Schultheißen Ulrich Dulliker. Landvogt Melchior Schumacher blieb unverletzt. 
Daraufhin entsandte Luzern Truppen unter Oberst Alphons von Sonnenberg. Am 8. Oktober 1653 wurden Unternährer und Dahinden aufgespürt und nach kurzem Kampf erschossen, die beiden Leichname nach Luzern gebracht, öffentlich ausgestellt, enthauptet und gevierteilt. Melchior Schumacher wurde als Landvogt bestätigt, residierte aber nicht oben im Willisauer Landvogteischloss, sondern unten im Städtchen. Der Anschlag auf die Herren von Luzern ist insofern von Bedeutung, als er das einzige bekannte Attentat auf dem Gebiet der Alten Eidgenossenschaft war.